# コミックヒストリア
『コミックヒストリア』は、メディアファクトリーによる、歴史を題材とする漫画を専門に掲載していたウェブコミック誌。Yahoo!コミックの無料マガジンコーナー内で毎週木曜日に、メディアファクトリーの携帯サイト『メディファク☆モバイル!』内で毎週金曜日に定期配信された。

## 概要
2009年11月に定期配信が終了した『コミック三国志マガジン』の後継として、同年11月26日にYahoo!コミック内で、11月27日に『メディファク☆モバイル』で配信開始。日本史、中国史、西洋史など、様々な歴史を題材とした作品が掲載されたが、2011年5月末をもって配信終了となった。掲載作品の一部は、『コミックフラッパー』にて続きが掲載された。

## 掲載作品

### 連載作品
- 日本史
  - 夕星の皇子、明星の天子（小坂伊吹）舞台は飛鳥時代。主役は漢皇子。
  - 殿といっしょ 出張版（大羽快）舞台は戦国時代。
  - BRAVE10（霜月かいり）舞台は戦国時代。主役は霧隠才蔵。
  - 恋する信長-信長物語-（原作：楠乃小玉、作画：大橋由起子）舞台は戦国時代。主役は織田信長。
  - 鬼の作左（西条真二）舞台は戦国時代。主役は本多重次。
  - 咆哮!島津十字（sanorin）舞台は戦国時代。主役は島津家久。
  - 姫武将政宗伝 ぼんたん!!（阿部川キネコ）舞台は戦国時代。主役は伊達政宗。
  - なわばりちゃん お攻めなさい！（見ル野栄司）舞台は現代。テーマは戦国時代の城。
  - かぶき姫 -天下一の女-（下元智恵）舞台は江戸時代初期。主役は出雲阿国。
  - 先生と僕（香日ゆら）舞台は明治時代。主役は夏目漱石。
  - マイディア（橋本マリ）舞台は明治時代。主役は正岡子規と秋山真之。
- 中国史
  - 項羽と劉邦（原作：寺島優、作画：李志清）舞台は春秋戦国時代。主役は項羽と劉邦。
  - STOP！劉備くん！（白井恵理子）舞台は三国志。
  - 三国志群雄伝 火鳳燎原（陳某）舞台は三国志。
  - 魏志文帝紀 建安マエストロ！（中島三千恒）舞台は三国志。主役は曹丕。
  - アレ国志（末弘）舞台は三国志。
  - 雲漢遥かに―趙雲伝（黄十浪）舞台は三国志。主役は趙雲。
- 西洋史
  - ホークウッド（トミイ大塚）舞台は中世ヨーロッパ。主役はジョン・ホークウッド。
  - ダンス・マカブル〜西洋暗黒小史〜（大西巷一）舞台は中世ヨーロッパ。
  - 正義-JUSTICE- ワイアット・アープ物語（原作：フロッシュ、作画：那葉優花）舞台は近代アメリカ。主役はワイアット・アープ。
- その他
  - 超時空眼鏡史 メビウスジャンパー（小野寺浩二）